# Cerkiew Opieki Matki Bożej w Czarnej Cerkiewnej
Cerkiew Opieki Matki Bożej – prawosławna cerkiew parafialna w Czarnej Cerkiewnej. Należy do dekanatu Siemiatycze diecezji warszawsko-bielskiej Polskiego Autokefalicznego Kościoła Prawosławnego.
Pierwsza prawosławna cerkiew w Czarnej Cerkiewnej (ówcześnie nazywanej Czarną Małą) jest wzmiankowana w 1555. Była to budowla drewniana, jednokopułowa. Miejscowa parafia przyjęła unię najpóźniej w 1626. Na miejscu najstarszej świątyni ok. 1676 lub w 1733 powstała nowa budowla sakralna z dzwonnicą, która również była obiektem drewnianym. W 1839, na mocy postanowień synodu połockiego, parafia w Czarnej Cerkiewnej przeszła do Rosyjskiego Kościoła Prawosławnego. W ciągu kolejnych pięciu lat jej wnętrze przystosowano do wymogów liturgii prawosławnej, w szczególności w 1844 wstawiono ikonostas. Na wyposażeniu świątyni pozostały jednak liczne przedmioty z okresu unickiego.
Mimo dokonywanych w XIX w. remontów cerkiew była w końcu tegoż stulecia w złym stanie technicznym, toteż w 1890 zdecydowano o budowie na jej miejscu świątyni murowanej w stylu bizantyjsko-rosyjskim. Do prac przystąpiono dopiero dziesięć lat później, zaś konsekracja obiektu odbyła się w 1901. Od tego momentu cerkiew jest nieprzerwanie czynna, z wyjątkiem okresu 1915–1918, gdy ludność prawosławna w większości przebywała na bieżeństwie. Świątynia w Czarnej Cerkiewnej nieprzerwanie posiada również status parafialnej. Na przełomie XX i XXI w. została gruntownie odnowiona.
Budynek znajduje się przy głównej drodze przebiegającej przez wieś, w północnej części miejscowości. Teren cerkiewny otoczony jest murowano-żeliwnym ogrodzeniem z bramą. W jego obrębie znajduje się kilka krzyży wotywnych oraz nagrobków (także symbolicznych) z XX wieku.

## Historia

### Pierwsza cerkiew prawosławna
Pierwsza wzmianka o wsi Czarna Mała (pierwotna nazwa Czarnej Cerkiewnej), nadanej Pretorowi z Korczewa przez Zygmunta Kiejstutowicza, pochodzi z 1434, natomiast informacje o drewnianej prawosławnej cerkwi parafialnej przetrwały dopiero począwszy od 1555. Według źródeł prawosławnych wyniki badań archeologicznych przeprowadzone w II połowie XIX w. na terenie zwanym przez miejscowych cerkwiskiem, położonym ok. 1 km na północny wschód od Czarnej Cerkiewnej, pozwalają jednak domniemywać, że nawet w XI w. istniała w tym miejscu osada z cerkwią, dzwonnicą i cmentarzem. O miejscu takim nie wspomina Katalog zabytków sztuki w Polsce. W 1574 Barbara Kiszczyna, wojewodzina podlaska, nadała parafii uposażenie (być może jedynie je powiększyła). Nie wiadomo, kiedy świątynia w Czarnej Cerkiewnej oficjalnie przystąpiła do Kościoła unickiego. Formalnie znajdowała się na terenie eparchii włodzimiersko-brzeskiej, która w 1596 przyjęła unię w związku ze stosowną decyzją swojego ordynariusza, biskupa Hipacego Pocieja, wiadomo jednak, że faktyczna akceptacja unii w regionie nie nastąpiła natychmiast po soborze w Brześciu. W Czarnej Cerkiewnej nastąpiło to przed 1626. W sprawozdaniu z wizytacji kanonicznej w parafii z tego roku podano zlatynizowane wezwanie Protekcji Najswiętrzey Panny. Świątynię opisano jako niewielką, otoczoną płotem, z jedną małą kopułą i czterema oknami.

### Cerkiew unicka
Druga cerkiew w Czarnej była już świątynią unicką. Fundatorem obiektu, również drewnianego, był chorąży drohicki i łowczy podlaski Maksymilian Franciszek Ossoliński, ówcześnie dziedzic wsi (inne źródło podaje hrabiego Jana Ossolińskiego). Budowa cerkwi miała miejsce po 1676, według innego autora w 1733, co miał potwierdzać niezachowany łaciński napis fundacyjny. Wizytacja cerkwi, przeprowadzona w 1757, opisuje ją jako budowlę drewnianą o „dobrzej strukturze”, wymagającą jednak pewnych napraw (dotyczyło to zwłaszcza dachu, choć ten był stosunkowo nowy, i ścian). Wskazano, że budynek posiadał nad wejściem dzwonnicę. Osobna dzwonnica znajdowała się obok budowli, na przycerkiewnym cmentarzu. Zanotowano także, że do cerkwi uczęszczało 611 osób.
Do 1797 parafia w Czarnej Cerkiewnej pozostawała w strukturach unickiej diecezji włodzimiersko-brzeskiej. Następnie, do 1807, należała do dekanatu drohiczyńskiego unickiej diecezji supraskiej, a po jej likwidacji znalazła się w unickiej metropolitalnej diecezji wileńskiej, w dekanacie drohiczyńskim, zaś od 1838 – dekanacie bielskim.
W 1802 świątynia została wyremontowana. W 1838 liczbę uczęszczających do niej wiernych oszacowano na 552 osoby, przy czym jedynie 425 uznano za realnie praktykujących (odbyli spowiedź i przystąpili do Eucharystii w okresie Wielkiego Postu).
W latach 30. XIX w. wileński konsystorz metropolitalny przystąpił do usuwania ze świątyń unickich elementów pochodzenia łacińskiego, które upowszechniły się w świątyniach unickich po synodzie zamojskim. Zastępowano je utensyliami typowymi dla liturgii Rosyjskiego Kościoła Prawosławnego, przygotowując tym samym konwersję duchowieństwa i wiernych na prawosławie. W Czarnej Cerkiewnej akcja ta nie została przeprowadzona w pełni. W 1834 cerkiew uznano za jedną z najuboższych w dekanacie drohiczyńskim. W 1835 władze diecezjalne przekazały dla niej jeden molebnik druku synodalnego (odnotowano także, że na wyposażeniu budynku pozostawał już jeden starszy cerkiewnosłowiański molebnik). Rok później do budynku wstawiono prawosławny ołtarz – święty stół (cs. prestoł) oraz stół ofiarny (cs. żertwiennik). Do 1837 w świątyni umieszczono również drewnianą konstrukcję ikonostasu, jednak z powodu braku wsparcia finansowego ze strony hr. Ossolińskiego, ktitora parafii, nie przystąpiono do prac nad wykonaniem i instalacją ikon. Niechęć Ossolińskiego do finansowania zmian w cerkwi i zakupu nowych utensyliów sprawiła, że dalsza delatynizacja obiektu zaplanowana przez konsystorz metropolitalny nie doszła do skutku w zamierzonym terminie. Dziekan drohiczyński informował o tym władze diecezji, prosząc o pomoc. Do podjęcia działań delatynizacyjnych cerkiew nie posiadała w ogóle ikonostasu; jedynie na jednej ze ścian ustawiono rzędem ikony, odtwarzając porządek namiestnego rzędu ikonostasu, wyżej zaś umieszczono inne wizerunki, nie odpowiadające już kolejnym rzędom. Ze świątyni usunięto natomiast w 1837 wstawioną po synodzie zamojskim ambonę.
W 1838 naczelnik ziemski Miedwiediew negatywnie oceniał postępy delatynizacji w powiecie drohiczyńskim. Cerkiew w Czarnej Cerkiewnej wymieniał pośród świątyń, w których nadal pozostawały niedopuszczalne w jego ocenie elementy łacińskie. Urzędnik ten zarzucał również miejscowemu proboszczowi odprawianie nabożeństw niezgodnych z rytem synodalnym, do stosowania którego duchowni uniccy zostali zobowiązani w momencie otrzymania rosyjskich ksiąg liturgicznych. W obronie duchownego wystąpił dziekan, który uważał, że kapłan nie jest jedynie dość biegły w niedawno wprowadzonym rycie, nie sprzeciwia się natomiast wprowadzanym zmianom.
14 czerwca 1838 w cerkwi w Czarnej Cerkiewnej odbyło się dekanalne zgromadzenie duchowieństwa, na którym dziekan drohiczyński Adam Kostycewicz poinformował kapłanów o obowiązku składania deklaracji gotowości przejścia na prawosławie, jak również o tym, że duchowni nieprzygotowani do odprawiania prawosławnych nabożeństw zostaną skierowani na dodatkową naukę w klasztorze w Żyrowiczach, zaś w razie braku postępów nie będą mogli kontynuować służby kapłańskiej. Proboszcz parafii w Czarnej Cerkiewnej złożył wymienioną deklarację już wcześniej, w grudniu 1837.

### Cerkiew prawosławna po 1839
W 1839, na mocy postanowień synodu połockiego, parafia w Czarnej Cerkiewnej przeszła do eparchii wileńskiej i litewskiej Rosyjskiego Kościoła Prawosławnego razem ze wszystkimi unickimi placówkami duszpasterskimi na Podlasiu.
Nawet po zakończeniu działań delatynizacyjnych i konwersji na prawosławie w świątyni pozostały unickie elementy wyposażenia z XVIII w., a niektóre utensylia niezbędne dla liturgii prawosławnej pojawiły się w niej dopiero później. W listopadzie 1840 ks. Piotr Baranowski informował konsystorz wileński, że wbrew wcześniejszym zapewnieniom cerkiew w Czarnej Cerkiewnej nie posiadała darochranitielnicy ani naczynia na ciepłą wodę (te same zastrzeżenia dotyczyły świątyń w Ciechanowcu i Grodzisku). W rezultacie konsystorz powtórnie zaliczył świątynię w Czarnej Cerkiewnej do najbiedniejszych obiektów sakralnych w eparchii i na mocy rozporządzenia biskupa Józefa polecił nieodpłatnie przekazać jej wskazane przedmioty. Dostosowywanie wnętrza budynku do wymogów liturgii prawosławnej trwało do 1844, w tym też roku ostatecznie zakończono prace nad ikonostasem.
Cerkiew w Czarnej Cerkiewnej została w 1853 odremontowana i wzmocniona, zaś w 1869 odnowiono jej dach, pokrywając go nowym gontem. Sześć lat później do obiektu wstawiono nowy ikonostas, natomiast w 1884 otoczono teren cerkiewny murowanym ogrodzeniem. W końcu XIX stulecia cerkiew dysponowała 57-tomowym księgozbiorem.

#### Cerkiew murowana
Budynek cerkwi z 1733, mimo dokonywanych napraw, w końcu XIX w. był w złym stanie technicznym, toteż zdecydowano o jego rozbiórce. Na miejscu starszej świątyni wzniesiono cerkiew murowaną. Projekt obiektu, inspirowany modelem z wzornika Konstantina Thona, został zatwierdzony w 1890, jednak do prac budowlanych przystąpiono dopiero dziesięć lat później. Konsekracja obiektu miała miejsce 10 grudnia 1901.
Parafia w Czarnej Cerkiewnej znalazła się w 1900 w dekanacie drohiczyńskim nowo utworzonej eparchii grodzieńskiej i wołkowyskiej. W tym momencie szacowano liczbę wiernych na 1150 osób. Do I wojny światowej liczba ta spadła, gdyż ubodzy parafianie emigrowali do innych regionów Rosji lub poza jej granice.
W 1915 prawosławna ludność Czarnej Cerkiewnej w większości wyjechała na bieżeństwo. Ci, którzy zdecydowali się na powrót do poprzedniego miejsca zamieszkania, napływali do wsi w latach 1918–1920. 
W II Rzeczypospolitej cerkiew zachowała status parafialnej, a liczba wiernych wzrosła do 2600, gdyż filiami parafii stały się świątynie w Ciechanowcu, Żurobicach, Andryjankach, Grodzisku i Brańsku. Parafia należała początkowo do dekanatu bielskiego, zaś od 1924 – do dekanatu siemiatyckiego diecezji grodzieńskiej Polskiego Autokefalicznego Kościoła Prawosławnego. W 1951 dekanat w całości wszedł do zreorganizowanej diecezji warszawsko-bielskiej. W tym samym roku restytuowano parafie grodziską i ciechanowiecką, zaś cerkwie w Żurobicach, Andryjankach i Brańsku przemianowano na filie innych placówek duszpasterskich. Na przełomie lat 60. i 70. XX wieku liczbę uczęszczających do świątyni wiernych szacowano na 700 (dane oficjalne Kościoła) lub 489 osób (dane ankietowe duchowieństwa – osoby realnie praktykujące).
Cerkiew była ponownie remontowana w latach 90. XX wieku. W 1995 wymieniono na niej kopuły, w 1996 odnowiono wnętrze, zaś w 2011 – fasadę obiektu oraz pokrycie dachu. Cerkiew wpisano do rejestru zabytków 30 lipca 1998 pod nr A-841. Na początku XXI w. parafia w Czarnej Cerkiewnej liczyła ponad 300 osób.

## Architektura

### Bryła budynku

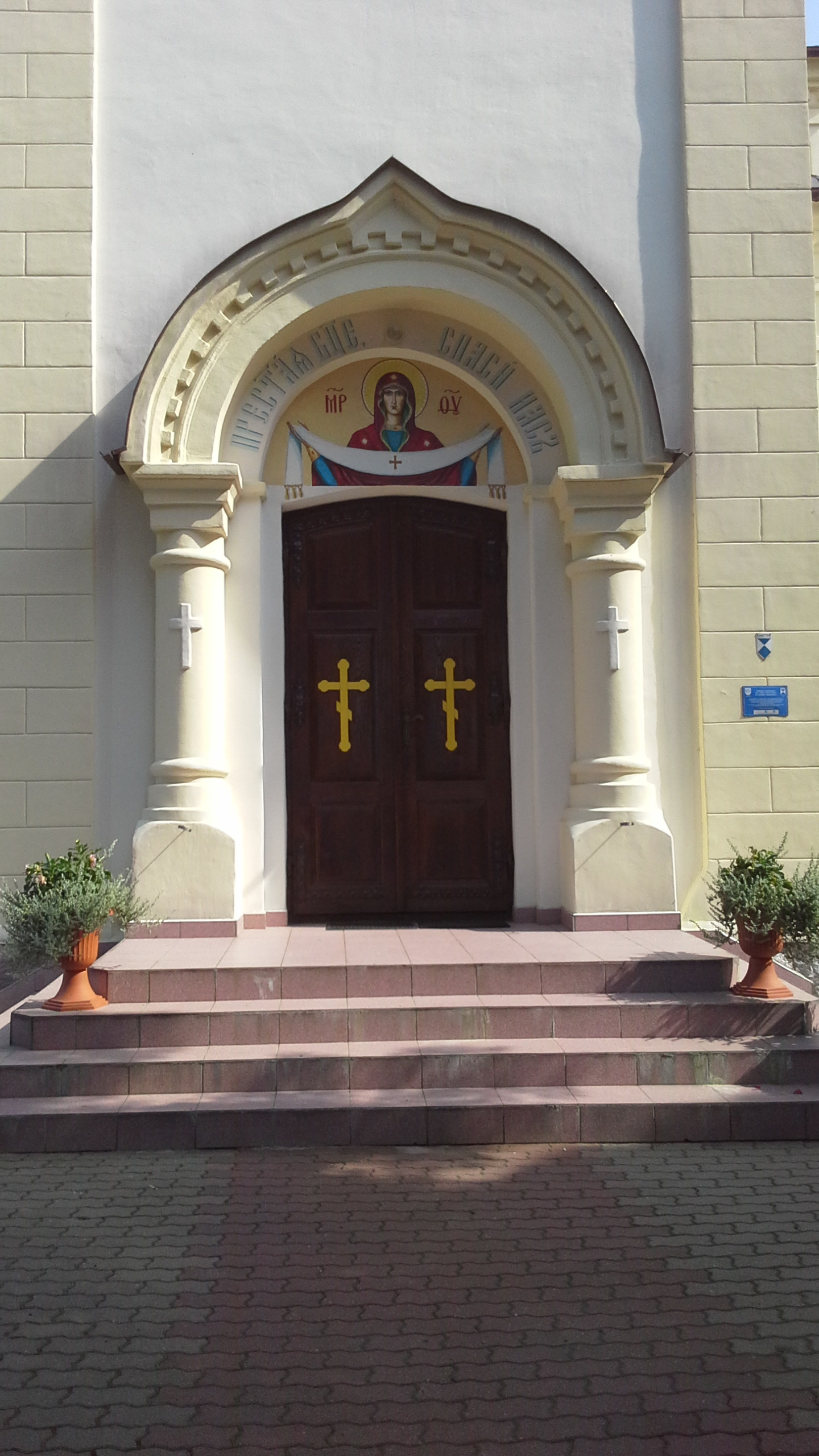
Wejście do budynku z ikoną patronalną

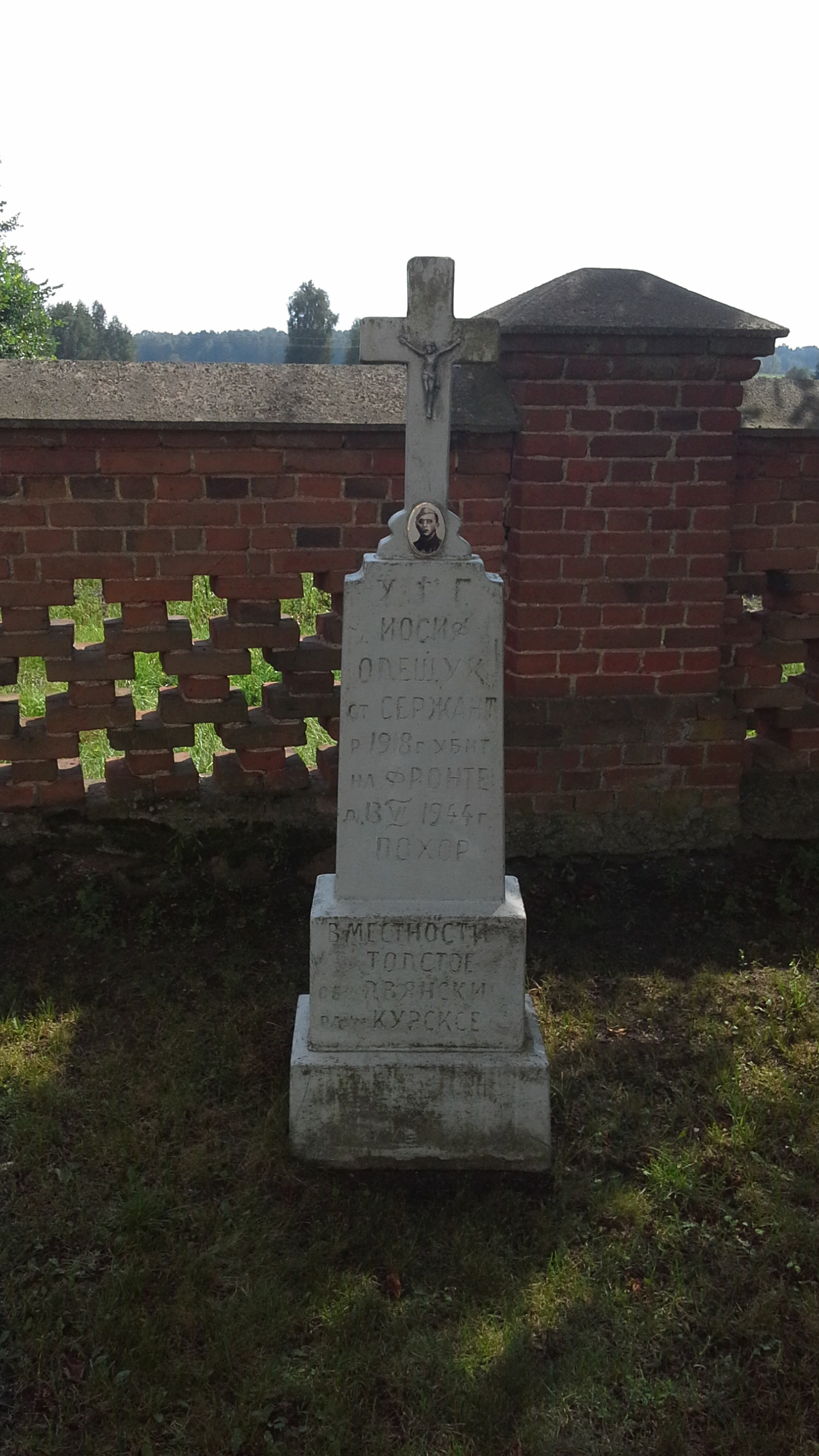
Symboliczny nagrobek parafianina poległego na froncie II wojny światowej w sąsiedztwie świątyni

Cerkiew jest budowlą murowaną, wzniesioną w całości z cegły. Nawa główna jest zbudowana na planie kwadratu. Od północy i południa do nawy głównej przylegają prostokątne aneksy nawowe, węższe i niższe od nawy głównej. Prostokątne są również pomieszczenie ołtarzowe i przedsionek, przed którym wznosi się czterokondygnacyjna wieża. Naroża wieży w ostatniej kondygnacji są ścięte, całość wieńczy dach hełmowy z małą cebulastą kopułką. Wejście do budynku prowadzi przez portal ujęty półkolumnami, z archiwoltą z kokosznikowym łukiem. W narożach elewacje cerkwi są boniowane i wykończone gzymsem z kostkowym fryzem. Budynek kryty jest dwuspadowymi dachami (nad nawą – dachem czterospadowym) krytymi blachą. Nad prezbiterium znajduje się pięć wieżyczek zwieńczonych cebulastymi kopułkami. Okna w cerkwi są zamknięte półkoliście, ujęte parami pilastrów, z nadłuczem w formie kokosznika.
W sąsiedztwie świątyni znajduje się kilka krzyży wotywnych oraz XX-wiecznych nagrobków, w tym kilka symbolicznych, upamiętniających parafian zabitych w czasie II wojny światowej lub zmarłych w latach powojennych.

### Wyposażenie wnętrza
We wnętrzu cerkwi znajduje się eklektyczny ikonostas wykonany w 1901 w pracowni Dienisowa, z ikonami neorenesansowymi. Na wyposażeniu budynku pozostały również XVIII-wieczne ołtarze boczne powstałe jeszcze dla parafii unickiej, które po zmianie wyznania na prawosławne zostały częściowo przekształcone. W prawym ołtarzu znajduje się barokowa ikona Świętych Metodego oraz wykonana w Moskwie na początku XX wieku ikona świętych Piotra i Pawła, natomiast w lewym – barokowy wizerunek św. Cyryla oraz ikona Opieki Matki Bożej powstała ok. 1860. Z XVIII w. pochodzi także feretron z ikonami Trójcy Świętej i Opieki Matki Bożej w obramowaniu z motywem liści akantu; obydwa wizerunki były w XX w. przemalowywane. Młodszy jest drugi feretron, w którym również znajduje się ikona Trójcy Świętej oraz ikona Matki Boskiej; dzieło to wykonał ok. połowy XIX w. twórca ludowy. Z okresu unickiego pochodzi obraz Jezusa Chrystusa przy kolumnie powstały na przełomie XVIII i XIX w., natomiast już po konwersji na prawosławie wstawiono do cerkwi ikonę Matki Boskiej z Antonim Pieczerskim i Sergiuszem z Radoneża, datowaną na połowę XIX stulecia.
W cerkwi znajdują się dwa krzyże ołtarzowe: platerowy z II połowy XIX w. i srebrny z 1892. Pierwszy z krzyży składa się z emaliowego krucyfiksu i czterech prostokątnych plakiet, na których widoczne są postacie Ewangelistów. Drugi posiada kolistą glorię wokół wizerunku Chrystusa ukrzyżowanego i niewielkie plakiety w ramionach. Wyobrażono na nich Matkę Boską, Jana Teologa oraz Boga Ojca. Krzyż ten powstał w pracowni w Moskwie. Znacznie starszy jest kielich, również zachowany z okresu unickiego, datowany na przełom XVIII i XIX w. i wykonany w stylu barokowym.
Część elementów wyposażenia pochodzących sprzed 1839 nie jest przechowywana w samej cerkwi, ale w składziku na wieży. Znajduje się tam również uszkodzona rzeźba Chrystusa, która pierwotnie była częścią większego krucyfiksu. Zabytek ten datowany jest na I połowę XVIII w. i powstał w pracowni ludowego artysty. W ten sam sposób przechowywane są XVIII-wieczne fragmenty barokowych uszu ołtarzowych z motywem liści akantu. Z unickiej cerkwi pozostała w Czarnej Cerkiewnej także monstrancja z początku XIX w., z owalną glorią wspartą na kompozycji z motywami winogron i kłosów zboża. Na początku XX wieku w miejscu reservaculum wstawiono do niej emaliowaną plakietę z postacią Chrystusa Zmartwychwstałego. Z 1743 pochodzi natomiast rokokowy pacyfikał powstały w pracowni Adama Juchanowitza Starszego w Gdańsku.